# 아에로멕시코 트래블
아에로멕시코 트래블(영어: Aeroméxico Travel)은 멕시코의 전세 항공사로 아에로멕시코가 소유하고 있다. 2008년 6월 2일에 멕시코시티에서 캉쿤 간 국내선 노선이 취항되어 운항을 시작했다. 또한 멕시코를 거점으로 미국과 캐나다의 여러 도시에 전세기 운항을 담당했다. 2011년 8월 모회사인 아에로멕시코는 브랜드를 없애고 대신 정규 노선에 집중하기로 결정했다.

## 보유 기종
- 2011년 8월 기준으로 아에로멕시코 트래블은 다음과 같은 기종을 보유하고 있으며 평균 기령은 22.9년이다.[1]

## 사진

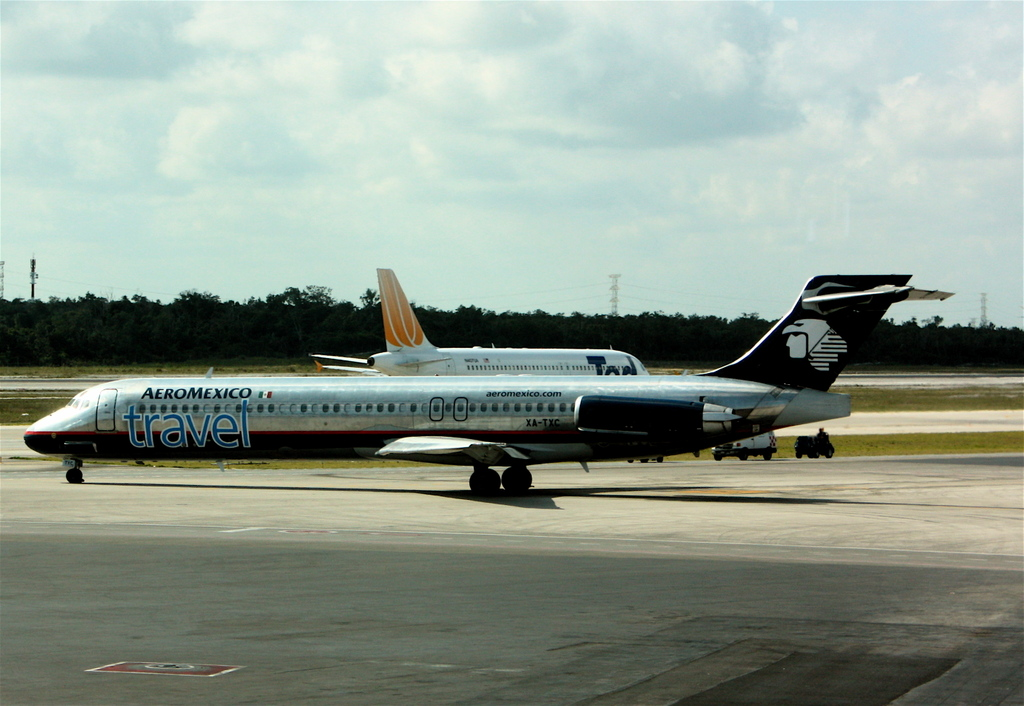
아에로멕시코 트래블의 맥도넬더글러스 MD-87